# Schlacht bei Novara (1513)
Liga von Cambrai (1508–1510) 

Agnadello – Padua – Polesella – Mirandola
Heilige Liga (1510/11–1516) 

Brescia – Ravenna – Navarra – St. Mathieu – Novara – Guinegate – Dijon – Flodden Field – La Motta – Marignano
Vertrag von Noyon – Vertrag von Brüssel
Die Schlacht bei Novara wurde am 6. Juni 1513 während der Italienischen Kriege zwischen Franzosen unter König Ludwig XII. und den Schweizer Söldnern der Heiligen Liga von Cambrai ausgetragen.

## Vorlauf
Nachdem das französische Heer die Stadt Mailand eingenommen hatte, floh der Mailänder Herzog Massimiliano Sforza unter Bedeckung durch seine 4000 eidgenössischen Söldner (→ Reisläufer) nach Novara, der zweitgrößten Stadt des Herzogtums Mailand, etwa 40 Kilometer westlich der Hauptstadt gelegen. Dort wurde er von einem etwa 10.000 Mann starken französischen Heer unter dem Feldherrn Louis de La Trémoille eingeschlossen. Angesichts der ernsten Situation sandte die Tagsatzung der alten Eidgenossenschaft ein weiteres Heer von rund 8000 Mann über die Alpen zur Rettung des Herzogs. Die Stadt war schon fast unter dem heftigen Bombardement der schweren französischen Artillerie gefallen, als die Ankunft der ersten Hälfte des Entsatzheers die Franzosen zum Rückzug in das 4 Kilometer entfernte Trecate zwang.
Als die Nachricht vom Anmarsch der Eidgenossen das französische Lager erreichte, hoben die Franzosen am 5. Juni 1513 die Belagerung von Novara auf. Dies ermöglichte es einer Kolonne von etwa 7500 Schweizern, die französischen Stellungen zu umgehen und in Novara einzudringen. Dort wurden sie von 4000 ihrer Landsleute empfangen. Weitere Schweizer Kämpfer waren auf dem Weg, aber die Schlacht begann, bevor sie eintrafen.

## Verlauf
Die Anführer des eidgenössischen Heeres – Massimiliano Sforza war zwar nominell Oberbefehlshaber, die Befehlsgebung lag jedoch faktisch bei den schweizerischen Hauptleuten – beschlossen, das französische Heer unmittelbar nach ihrer Ankunft in den frühen Morgenstunden des 6. Juni 1513 anzugreifen, noch bevor die zweite Hälfte ihrer Truppen eintraf. Durch eine Kriegslist der Eidgenossen wiegten sich die Franzosen in Sicherheit, so dass diese keine weiteren Sicherheitsvorkehrungen trafen.
Das Heer der Eidgenossen bestand praktisch ausschliesslich aus Infanterie, zusammen mit den Truppen aus Novara rund 10.000 Mann. Das französische Heer setzte sich aus rund 10.000 Infanteristen, zum grössten Teil deutschen Landsknechten und Gascognern, sowie rund 1200 französischen Rittern mit je zwei Bogenschützen zusammen. Dazu kamen etwa 28 Geschütze, was für die damalige Zeit ein grosses Aufgebot an Artillerie darstellte.
Am Morgen griffen die Eidgenossen das französische Heer in dessen ostwärts der Festung aufgeschlagenem Feldlager an. Der Angriff erfolgte aus drei Richtungen, frontal sowie rechts und links umfassend, wobei der Kampf zwischen dem eidgenössischen Hauptharst und den deutschen Landsknechten den Schlachtschwerpunkt ausmachte. Das Überraschungsmoment verhinderte eine koordinierte Abwehr der Franzosen und den Einsatz der Artillerie, der sumpfige Boden einen effektiven Einsatz der französischen Ritter.
die alte Ordnung in drei Haufen, aber in wohl überlegter Weise den Verhältnissen angepasst.
Der Haufe, der von Norden her die rechte Flanke der Franzosen umgehen sollte, an Infanterie nur schwach, war von Herzog Maximilians mit seinen italienischen Rittern begleitet. Der mittlere Haufen, der auf die Front des Lagers losging, wo das französische Geschütz stand, war ebenfalls nur schwach; seine Aufgabe war, nicht unmittelbar zu stürmen, sondern zunächst nur, unterstützt von einigen Geschützen, zu beschäftigen und zu demonstrieren. Der Haupthaufe aber umging, durch ein kleines Gehölz gedeckt, das französische Lager von Süden, vermied dadurch das gefährliche Geschützfeuer und fiel mit seiner ganzen Wucht auf die eigentliche Kraft des französischen Heeres, den Haufen der deutschen Landsknechte. Die beiden kleinen Schweizerhaufen absorbierten einen großen Teil des feindlichen Heeres. Die Franzosen gingen nach dieser Seite hin nicht offensiv vor. Nach einem Erfolg hier hätten sie sich dem linken Flügel zuwenden können, wo bei den Landsknechten der Hauptkampf tobte. Die französische Ritterschaft leistete wenig.
Den deutschen Landsknechten gelang es zunächst, Kampfformation einzunehmen und den ersten Anprall der Schweizer aufzuhalten, während die französische Artillerie in Stellung ging. Innerhalb weniger Minuten erlitten die schweizerischen Gewalthaufen schwere Verluste, unterliefen dann jedoch das Artilleriefeuer, schlugen sich stellenweise bis zu den Batteriestellungen durch, bemächtigten sich dort der französischen Geschütze und nahmen damit die Gewalthaufen der Landsknechte unter Feuer. Nach zwei Stunden war die Schlacht entschieden, die Eidgenossen hatten das feindliche Lager eingenommen. Trotz der kurzen Dauer war die Schlacht für beide Seiten sehr verlustreich. Ca. 7000 Mann auf französischer und rund 2000 Mann auf eidgenössischer Seite fanden den Tod, 22 Geschütze fielen in die Hände der Schweizer. Die überlebenden deutschen Landsknechte wurden nach der Schlacht von den Schweizern niedergemacht.
Die französische Kavallerie hatte mehr Glück: Sie entkam nahezu unversehrt aus der Schlacht und hinterliess den triumphierenden Schweizern reiche Beute.
Die französische Infanterie hatte sich ebenso wie die Ritterschaft ohne sehr erhebliche Verluste gerettet. Ein Teil hatte den Rückzug östlich auf Trecate genommen, ein Teil war nach Norden ausgewichen und dann nördlich zum Novara herum nach den südwestlich von dieser Stadt gelegenen Bercelli (Vercelli) gezogen, wo auch der nach Trecate marschierte Haufe mit der geretteten Kriegskasse, auf der Südseite um die Schweizer herummarschierend, zu ihnen stieß.

## Folgen
Die Franzosen mussten nach der Schlacht das Herzogtum Mailand und ihre restlichen Besitzungen in Italien aufgeben. Herzog Massimiliano Sforza wurde wieder in sein Amt eingesetzt. Die Eidgenossen verfügten zwar über keine Reiterei, die eine effektive Verfolgung der geschlagenen französischen Truppen erlaubt hätte, folgten dem geschlagenen Heer jedoch bis nach Dijon und verließen Frankreich erst gegen Zahlung einer Kriegsentschädigung von 400.000 Sonnenkronen.
Im Anschluss an die Schlacht bestätigte Maximilian Sforza der Eidgenossenschaft und den Drei Bünden den Besitz von Locarno, Lugano, Mendrisio, Cuvio, Travaglia, Chiavenna, Bormio, Tre Pievi und Valtellina. Die Niederlage bei Novara war eine grosse Demütigung für die Franzosen. Ludwig XII. konnte für den Rest der Feldzugssaison kein weiteres Heer mehr nach Italien entsenden, da er im Norden mit einer gemeinsamen Invasion durch Heinrich VIII. von England und Maximilian I. von Österreich nach Nordfrankreich konfrontiert war. Die Eidgenossen, motiviert von ihrem erstaunlichen Sieg in der Lombardei, schlossen sich bald ihren englischen und österreichischen Verbündeten an, indem sie Frankreich angriffen und im September 1513 die Stadt Dijon im Dijonerzug belagerten. Die Lage für Frankreich war katastrophal – Venedig konnte keine weitere Unterstützung leisten, da es sich gegen Spanien verteidigen musste. Schottland war der einzige verbliebene Verbündete Frankreichs. Der Traum Ludwigs XII. von der Schaffung eines «Franco-Italiens» war gescheitert und brachte Frankreich in die grosse Gefahr, von fremden Armeen völlig überrannt zu werden.
Dieser letzte grosse eidgenössische Sieg markiert einen Wendepunkt in den langen Italienischen Kriegen: Das Können der Eidgenossen mit der Pike sollte sich ein letztes Mal als unbesiegbar erweisen. Die Taktik der Überraschung und die Tatsache, dass die Franzosen nie eine starke Verteidigungsposition einnehmen konnten, erklären den Erfolg der Eidgenossen nur zum Teil. Die Schweizer Infanterie überrannte die Franzosen und besiegte die Landsknechte trotz unüberwindbarer Schwierigkeiten dank ihrer Ausbildung, ihres Mutes, ihrer Gruppendisziplin und ihrer extremen körperlichen Widerstandsfähigkeit.
N. war die letzte Schlacht, in der die traditionelle Infanterietaktik entscheidend war. Nur zwei Jahre später unterlagen die Eidgenossen in der Schlacht bei Marignano den franz. Truppen, die eine andere Taktik, das Gefecht der verbundenen Waffen (Zusammenwirken von Infanterie, Artillerie und Reiterei), anwandten.